# Baby Doom
Baby doom er en dansk spillefilm fra 1998 instrueret af Peter Gren Larsen efter manuskript af Anders Thomas Jensen og Peter Gren Larsen. 

## Handling
Max lever en overskuelig og ret enkel ungkarle-tilværelse. Han er et geni med en computer og skal netop i gang med at designe et interaktivt kalendersystem til at forenkle det moderne menneskes fortravlede hverdag, da han møder kvinden i sit liv, Nicoline. De får et barn sammen og opdager nu for alvor, hvor svært det er at få døgnets 24 timer til at slå til.

## Medvirkende
- Peter Mygind – Max Ram
- Camilla Bendix – Nicoline
- Virgil Lange – Emil
- Mark Berner Hansen – Emil
- Sofie Albrechtsen – Emil
- Sille Runov-Regaard – Emil
- Jesper Asholt – Michael
- Henning Moritzen – Holstein
- Niels Anders Thorn – Steven
- Anne-Grethe Bjarup Riis – Bettina
- Jesper Klein – Dr. Gabriel
- Ulrich Thomsen – Magnus
- Ditte Gråbøl – opvasker
- Zlatko Buric – Lazlo
- Margrethe Koytu – jordemoder
- Joy-Maria Frederiksen – Margit fra børnehaven
- Birger Jensen – læge
- Peter Gren Larsen – Hr. Sommer
- Cecilie Olrik – Fru Sommer
- Otto Gren Larsen – sønnen hos familien Sommer
- Bella Ahrenberg Benzon – datteren hos familien Sommer
- Thomas Rørdam – Bill Gates
- Charlotte Hornhaver – sygeplejerske
- Claus Bigum – ekspedient i Family World
- Preben Harris – madanmelder
- Bente Eskesen – sundhedsplejerske
- Søren Hytholm Jensen – Jacob
- Jørn Faurschou – portør
- Thomas Gammeltoft – Fætter Axel
- Poul Thomsen – Poul Thomsen
- Paprika Steen – diverse stemmer
- Susanne Fosgaard – diverse stemmer
- Svend Rasmussen – diverse stemmer
- Lars Daneskov – diverse stemmer
- Torben Clausen – diverse stemmer
- Torsten Adler – diverse stemmer
- Ole Reim – diverse stemmer
- Kurt Damsgaard – diverse stemmer
- Michael Sandwick – diverse stemmer
- Larisha Liv – Hawaii pige i drøm

## Soundtrack

### Baby Doom: Original Soundtrack (Sony Music, 1998)
| #   | Titel                                                                                     | Sangskriver(e)                                                      | Længde |
| --- | ----------------------------------------------------------------------------------------- | ------------------------------------------------------------------- | ------ |
| 1.  | "Alting tager tid" (vokal: Jimmy Jørgensen)                                               | Henrik Balling                                                      | 3:41   |
| 2.  | "Timeware"                                                                                | Henrik Balling                                                      | 2:09   |
| 3.  | "Mobiltelefon" (Souvenirs)                                                                | Nils Torp, Sofie Bonde                                              | 4:49   |
| 4.  | "Max & Nicoline"                                                                          | Henrik Balling                                                      | 1:52   |
| 5.  | "Love goes on forever" (Love Shop)                                                        | Jens Unmack, Hilmer Hassig                                          | 3:09   |
| 6.  | "Symfoni nr. 25, 1. sats" (Cappella Istropolitana, dirigent: Barry Wordsworth)            | Wolfgang Amadeus Mozart                                             | 2:49   |
| 7.  | "Lykke & idyl"                                                                            | Henrik Balling                                                      | 1:19   |
| 8.  | "Smut når det gør ondt" (vokal: Ulrich Thomsen)                                           | Anders Thomas Jensen, Peter Gren Larsen, Adam Price, Henrik Balling | 1:51   |
| 9.  | "Sweet little secrets" (Annione)                                                          | Anni Ringgaard, Jacob Eriksen                                       | 3:51   |
| 10. | "Familien Sommer"                                                                         | Adam Price, James Price                                             | 0:53   |
| 11. | "Hverdag"                                                                                 | Henrik Balling                                                      | 2:26   |
| 12. | "Jeg ved det godt..." (Rugsted & Kreutzfeldt)                                             | Jens Rugsted, Kim Gustavson                                         | 4:12   |
| 13. | "The end of an era" (vokal: Jimmy Jørgensen)                                              | Henrik Balling                                                      | 3:29   |
| 14. | "Symfoni nr. 9, 2. sats (uddrag)" (Wiener Philharmonikerne, dirigent: Karl Böhm)          | Ludwig van Beethoven                                                | 1:33   |
| 15. | "Going away" (Gangway)                                                                    | Henrik Balling                                                      | 3:36   |
| 16. | "Middagsfiasko"                                                                           | Henrik Balling                                                      | 1:37   |
| 17. | "Familien Sommers sang" (vokal: Bella Ahrenberg Benzon, Licinda Enevold, Martina Enevold) | Adam Price, James Price                                             | 1:03   |
| 18. | "Flashback"                                                                               | Anders Thomas Jensen, Peter Gren Larsen, Adam Price, Henrik Balling | 0:30   |
| 19. | "Alting tar tid med Dr. Gabriel" (vokal: Jimmy Jørgensen)                                 | Henrik Balling, Peter Gren Larsen                                   | 3:41   |

### Personel
- Henrik Balling – producer, arrangement (1, 8, 11, 13, 19)
- George Keller – producer, arrangement (2, 4, 7, 10, 16)
- Lars Nissen – teknik (1, 13, 19)
- Michael Henderson – teknik (2, 4, 7, 8, 10, 11, 16, 19)